# 海行かば
『海行かば』（うみゆかば）は、日本のさながら公的な趣を示した軍歌であり、国民歌謡、鎮魂歌の一つ、歌曲、合唱曲。特に大東亜戦争中は準国歌、第二国歌とも呼ばれた（ただし、法的に認められたものではない）。
詞は、『万葉集』巻十八「賀陸奥国出金詔書歌」（『国歌大観』番号4094番。『新編国歌大観』番号4119番。大伴家持作）の長歌から採られている。作曲された歌詞の部分は、「陸奥国出金詔書」（『続日本紀』第13詔）の引用部分にほぼ相当する。
この詞には、1880年（明治13年）に当時の宮内省伶人だった東儀季芳も作曲しており、軍艦行進曲（軍艦マーチ）の中間部に聞くことができる。戦前においては、将官礼式曲として用いられた。

## 信時潔の作品
当時の大日本帝国政府が国民精神総動員強調週間を制定した際のテーマ曲。信時潔が当時の社団法人日本放送協会の嘱託を受けて1937年（昭和12年）に作曲した。信時の自筆譜では「海ゆかば」である。
放送は1937年（昭和12年）10月13日から10月16日の国民精神総動員強調週間に「新しい種目として」行われたとの記録がある。本曲への国民一般の印象を決定したのは、太平洋戦争時にラジオ放送の戦果発表（大本営発表）が玉砕を伝える際、必ず冒頭曲として流されたことによる（ただし、真珠湾攻撃成功を伝える際は勝戦でも流された）。ちなみに、勝戦を発表する場合は「敵は幾万」、陸軍分列行進曲「抜刀隊」、行進曲『軍艦』などが用いられた。これを機に、日本放送協会は積極的に戦意高揚の曲を当時活躍していた作曲家らに依頼するようになったという。
なお、桜美林学園は創立以来、1958年（昭和33年）まで「海ゆかば」の旋律を校歌に採用していた。

## 歌詞
海行かば 水漬く屍

山行かば 草生す屍

大君の 辺にこそ死なめ

かへりみはせじ

（長閑には死なじ）

歌詞は2種類ある。「かへりみはせじ」は、前述のとおり「賀陸奥国出金詔書歌」による。一方、「長閑には死なじ」となっているのは、「陸奥国出金詔書」（『続日本紀』第13詔）による。万葉学者の中西進は、大伴家が伝えた言挙げの歌詞の終句に「かへりみはせじ」「長閑には死なじ」の二つがあり、かけあって唱えたものではないか、と推測している。

## 原歌

### 陸奥国に金を出す詔書を賀す歌一首、并せて短歌（大伴家持）
葦原の　瑞穂の国を　天下り　知らし召しける　皇祖の　神の命の　御代重ね　天の日嗣と　知らし来る　君の御代御代　敷きませる　四方の国には　山川を　広み厚みと　奉る　御調宝は　数へえず　尽くしもかねつ　しかれども　我が大王の　諸人を　誘ひたまひ　よきことを　始めたまひて　金かも　たしけくあらむと　思ほして　下悩ますに　鶏が鳴く　東の国の　陸奥の　小田なる山に　黄金ありと　申したまへれ　御心を　明らめたまひ　天地の　神相うづなひ　皇御祖の　御霊助けて　遠き代に　かかりしことを　我が御代に　顕はしてあれば　御食国は　栄えむものと　神ながら　思ほしめして　武士の　八十伴の緒を　まつろへの　向けのまにまに　老人も　女の童児も　しが願ふ　心足らひに　撫でたまひ　治めたまへば　ここをしも　あやに貴み　嬉しけく　いよよ思ひて　大伴の　遠つ神祖の　その名をば　大来目主と　負ひ持ちて　仕へし官　海行かば　水漬く屍　山行かば　草生す屍　大君の　辺にこそ死なめ　かへり見は　せじと言立て　丈夫の　清きその名を　古よ　今の現に　流さへる　祖の子どもぞ　大伴と　佐伯の氏は　人の祖の　立つる言立て　人の子は　祖の名絶たず　大君に　まつろふものと　言ひ継げる　言の官ぞ　梓弓　手に取り持ちて　剣大刀　腰に取り佩き　朝守り 夕の守りに　大君の　御門の守り　我れをおきて　人はあらじと　いや立て　思ひし増さる　大君の　御言のさきの聞けば貴み

## 評価など
- ダーク・ダックスの喜早哲は、（楽譜通りに演奏することを条件として）自著[要文献特定詳細情報]の中で信時の『海ゆかば』の音楽性を賞賛した。
- 谷口雅春は海ゆかばに反対していた。その結果、生長の家の本部講師と特別高等警察の間でトラブルが発生することもあった[9]。
- 現在出版されている信時潔の歌曲集にこの曲はなく、上記CD『海ゆかばのすべて』発売以前は、ピアノと共に演奏することは容易ではなかった。このような音楽出版社、およびNHKの姿勢について、臭い物にはフタ式の不誠実な態度であると、藍川由美はみずからの著作[要文献特定詳細情報]やCDのライナーノート[要文献特定詳細情報]などで繰り返し批判している（2005年（平成17年）に再刊された春秋社の曲集には、付録として『海ゆかば』が収載されている）。
- 林光は、軍国主義を批判する立場から『旗はうたう』（1987年（昭和62年））を作詞・作曲した。この中で林は、信時の『海ゆかば』を痛烈にもじっている。
- 小津安二郎の映画『父ありき』（1942年（昭和17年））のラストシーンにも信時作品が用いられた。しかし当該部分は戦後、GHQの検閲により音声が削除された。ソビエト連邦軍が満州から持ち去り保管していたフィルムにより、オリジナルの姿が知られる。
- 近代に作られた神楽である靖國の舞にも、この歌詞が使われている。
- 坂本九の楽曲「結婚通知」の後半にこの歌が引用されている。
- 50名による論集に『「海ゆかば」の昭和』（新保祐司編、イプシロン出版企画、2006年）がある。

### 軍歌か鎮魂歌か
大本営発表や出征兵士を送る際に使われた一方で、戦没者の遺骨を迎える際にも使われた経緯から、「軍歌」と認識する者と「鎮魂歌」と認識する者に分かれている。
2016年（平成28年）から千葉県八千代市で年に1回開催されている「日本の心を歌う集い」では、第3回となる2018年（平成30年）3月3日に本曲が歌われる予定となり、それまで同イベントを後援してきた八千代市教育委員会は、一部の市民から「軍歌を歌うイベントの後援は好ましくない」との指摘を受け、第3回の後援は見送ることを決めた。同教委は主催者側に対しては「社会通念上、軍歌とされる『海行かば』が歌われる」「この歌を歌えば戦争賛美、戦死賛美を助長しかねない」といった理由を示し、産経新聞の取材に対しても「『海行かば』は作られた経緯から軍歌だと思っている」と説明した。一方、主催者側は「そもそも『海行かば』は軍歌ではなく鎮魂歌だ」「市教委は一方の市民の意見を代弁しており、公正中立とはいえない」と反発し、法的な対抗策を検討する構えも見せた。関東学院大学文学部教授の富岡幸一郎も「『海行かば』や本居宣長の和歌など、伝統的な文芸が戦意高揚に使われたことはあるが、本来は軍国主義と無関係」と述べている。なお、八千代市は第3回も後援を決めた。2020年代に開催された様子はない。

## 音声資料
- CD 藍川由美『「NHK 國民歌謡〜われらのうた〜國民合唱」を歌う』（COCQ-83299）
- オムニバスCD 『海ゆかばのすべて』（KICD-3228）
  - このCDには詳細なライナーノートがあり、ピアノ譜も含まれている。林光（下記参照）編曲の室内楽版も収録されている。
- CD ZENITHRASH『GENUINE PRESTIGE〜誠たる誉れ〜』（TLMRC-003）

## 登場する映像作品
『海ゆかば』は日本海軍を象徴するものとして、映画やテレビドラマで度々使用された。
『ハワイ・マレー沖海戦』
東宝映画、1942年公開、山本嘉次郎監督。
第二次世界大戦中の戦意高揚映画。中村彰演ずる立花忠明の回想で、立花が海軍兵学校の教育参考館で東郷平八郎の遺髪に謁見するシーンのBGMとして使用。
『潜水艦イ-57降伏せず』
東宝、1959年公開、松林宗恵監督。
太平洋戦争末期を描いた作品だが、ドキュメンタリー要素は薄い（架空の潜水艦、出来事）。戦死した兵を水葬にする際、潜水艦「イ-57」の水兵たちが「海行かば」を斉唱して送り出す。
『ハワイ・ミッドウェイ大海空戦 太平洋の嵐』
東宝、1960年公開、松林宗恵監督。
ミッドウェー海戦で空母飛龍が味方駆逐艦による雷撃処分で沈没する時にBGMとして使用される。
『トラ！トラ！トラ！』
20世紀フォックス、1970年公開、リチャード・フライシャー・舛田利雄・深作欣二共同監督。
真珠湾攻撃を描いた日米合作映画。新たに連合艦隊司令長官として着任した山本五十六が戦艦長門に初乗艦する場面。甲板上の歓迎式典での軍楽隊が吹奏する。
『ヤスジのポルノラマ やっちまえ!!』
日本ヘラルド映画・東京テレビ動画、1971年公開、三輪孝輝・高桑慎一郎共同演出、渡辺清製作。
谷岡ヤスジ原作の長編アニメーション映画。主人公のプス夫が破局を迎え割腹自殺を遂げる直前のBGMとして使用。
『連合艦隊』
東宝、1981年公開、松林宗恵本編監督、中野昭慶特技監督。
太平洋戦争を描いた映画。第三艦隊司令長官小沢治三郎などが空母瑞鶴が沈没する時に敬礼をする。その時のBGMとして使用されている。
『大日本帝国』
東映、1982年公開、舛田利雄監督。
東条英機を中心に太平洋戦争の開始から敗戦までを描く。サイパンの戦いで日本軍がガラパン付近で最後の突撃を行う場面で、軍人と民間人が歌う。
『日本海大海戦 海ゆかば』
東映、1983年公開、舛田利雄監督。
日露戦争を描いた映画。当時まだ本歌は存在しなかった。
『上海バンスキング』
松竹、1984年公開、深作欣二監督。
上海のクラブに来た日本軍の将校からこの曲をリクエストされたバクマツ（宇崎竜童）がトランペットで演奏する場面がある。バクマツはジャズ風にアレンジしたためこれに怒った将校が立ち上がり、演奏を止めようと舞台に近づくが、仲間たちが阻止した。
『太陽の帝国』
ワーナーブラザーズ、1987年公開、スティーヴン・スピルバーグ監督。
特攻隊員達が歌う「海ゆかば」にかぶせて、主人公ジムの“SUO GAN”（子守歌）の歌声が流れる。
『ひめゆりの塔』
東宝、1995年公開、神山征二郎監督。
沖縄戦を描いた映画。戦場で行われた女学校の卒業式の場面で、ひめゆり部隊が全員で斉唱する。
『さとうきび畑の唄』
TBS系列・BS-i、2003年放送、福澤克雄演出。
沖縄戦を描いたテレビドラマ。主人公が出征する息子を港で見送る場面で、背景の軍楽隊が吹奏する。
『ハルとナツ 届かなかった手紙』第4話
NHK総合テレビジョン、2005年10月5日放送、原作・脚本：橋田壽賀子
昭和27（1952）年5月、海野が高倉家を訪ねた。海軍中佐だった海野は、サントス港で荷役をしていた高倉家次男の実と知り合い予科練をすすめ身元保証人になっていた。海野は、実が特攻隊としてレイテ沖で敵艦に突入して戦死したことを伝え、実の遺品の軍帽とハーモニカを手渡した。高倉忠次は、気をつけの姿勢をとって『海行かば』を歌い始めた。海野も気をつけの姿勢をとって一緒に歌い始めた。